# 진재해
진재해(秦再奚, 1691년(숙종 17년) ~ 1769년(영조 45년))는 조선시대 후기의 관화파(官畵派) 화가이다. 본관은 풍기(豊基). 자는 정백(井伯), 호는 벽은(僻隱)이다. 도화서의 화원으로서 인물의 사생에 뛰어났다. 1713년(숙종 39년)에 어용 모화도감(御容模畵都監)의 화공(畵工)이 되어 숙종(肅宗)의 전신상을 그려 상을 받았고 벼슬은 첨절제사(僉節第使)에 이르렀다. 화적으로는 서울대학교 박물관 소장의 《월하취적도》(月下吹笛圖)가 있다. 1728년(영조 4) 이인좌의 난 때 의병을 일으켜 난을 평정하는 데 공을 세웠으나 상훈을 사양하였다.

## 참고 문헌
- 이 문서에는 다음커뮤니케이션(현 카카오)에서 GFDL 또는 CC-SA 라이선스로 배포한 글로벌 세계대백과사전의 내용을 기초로 작성된 글이 포함되어 있습니다.